# Чеккон, Томас
Томас Чеккон (итал. Thomas Ceccon, род. 27 января 2001, Тьене, Венеция) — итальянский пловец, олимпийский чемпион 2024 года на дистанции 100 метров на спине, трёхкратный чемпион мира, 4-кратный чемпион Европы. Универсал, имеет награды на высшем уровне в плавании вольным стиле, на спине, баттерфляем, комплексным плаванием.

## Биография
Участвовал в летних юношеских Олимпийских играх 2018, где выиграл пять медалей, в том числе золотую медаль в заплыве на 50 м вольным стилем.
На летних Олимпийских играх 2020 года в Токио вышел в финал на четырёх дистанциях. Выиграл серебряную медаль в эстафете 4 по 100 м вольным стилем, выиграл бронзу в комплексной эстафете 4 по 100 м. В заплывах на 100 м на спине и в смешанной комплексной эстафете занял четвёртое место.
В Будапеште, на чемпионате мира, стал чемпионом мира на дистанции 100 метров на спине с новым мировым рекордом в 51,60 секунды. Также завоевал титул чемпиона мира в комплексной эстафете 4 по 100 метров.
На Олимпийских играх в Париже завоевал бронзовую медаль в эстафете 4 по 100 м и стал олимпийским чемпионом в заплыве на 100 м на спине, с результатом 52,00 сек.